# I gatti sono gatti
I gatti sono gatti (Cats Will be Cats) è un racconto dello scrittore inglese P. G. Wodehouse pubblicato per la prima volta in volume nel 1933 nella raccolta di racconti Le sere di Mulliner.

## Trama
Mr. Mulliner, frequentatore del club Anglers' Rest (Il riposo dei Pescatori), su richiesta di un avventore continua a raccontare la vicenda di Webster iniziata nel racconto La storia di Webster. Webster era il gatto di un vescovo anglicano il quale, dovendo lasciare l'Inghilterra per recarsi in Africa, lasciò l'animale in custodia al nipote Lancelot Mulliner, un pittore d'avanguardia. Webster, cresciuto in un ambiente religioso, era un gatto austero e di rigidi principi, e il suo arrivo rivoluzionò la vita di Lancelot. L'incontro con l'alcol rivoluzionò invece la vita del gatto: «quel gatto un tempo dabbene divenne il bohémien dei bohémien. Le sue giornate cominciavano presto e finivano tardi, ed erano tutto un susseguirsi tumultuoso di risse e scatenate scorrerie».
L'annuncio del prossimo ritorno del vescovo dall'Africa allarma Lancelot. Webster viene mandato dal veterinario, con istruzioni di fargli condurre una vita morigerata («In un ambiente puro, con niente tentazioni, niente far tardi la sera, cibo semplice e una rigorosa dieta a base di latte, può darsi che ritorni se stesso». Prima che la riabilitazione del gatto sia completata, giunge una lettera del vescovo che richiede la presenza di Lancelot Widdrington Manor, nell'Hampshire, dove era ospite di Lady Widdrington, una vedova che vorrebbe sposare il riluttante vescovo; compito di Lancelot è vigilare affinché il vescovo non faccia la proposta di matrimonio. Il progetto matrimoniale di Lady Widdrington va in fumo per merito di Webster, il quale si azzuffa con Percy, il malvagio gatto della Lady.

## Edizioni
Il racconto fu pubblicato, col titolo "The Bishop's Folly", nel numero di marzo 1932 della rivista statunitense The American Magazine e successivamente sulla rivista inglese The Strand Magazine di giugno 1932, un mese dopo la pubblicazione, nelle stesse riviste, del racconto "La storia di Webster". Fu rivisto e adattato agli altri racconti, e rinominato "Cats Will be Cats", quando fu inserito nella raccolta Mulliner Nights.
- P. G. Wodehouse, Cats Will be Cats. In: Mulliner nights, London: Herbert Jenkins, 1933
- P. G. Wodehouse, Cats Will be Cats. In: Mulliner nights, New York: Doubleday, 1933
- P. G. Wodehouse, I gatti sono gatti. In: Le serate di Mulliner: romanzo umoristico inglese; traduzione di Alberto Tedeschi, Milano: Bietti, 1933, Coll. Nuovissima collezione letteraria n. 83, 287 p.
- P. G. Wodehouse, I gatti sono gatti. In: Le sere di Mulliner; introduzione di Franco Cavallone; traduzione di Luigi Brioschi, Milano: Biblioteca Universale Rizzoli, 1985, Coll. BUR n. 543, 227 p., ISBN 88-17-16543-3